# Micropilina tangaroa
Micropilina tangaroa är en blötdjursart som beskrevs av Marshall 1992. Micropilina tangaroa ingår i släktet Micropilina och familjen Micropilinidae. Inga underarter finns listade i Catalogue of Life.